# Antonio Riberi
Antonio Riberi (15 de junho de 1897 - 16 de dezembro de 1967) foi um cardeal monegasco da Igreja Católica. Riberi serviu como o quinto núncio apostólico na Irlanda e depois como núncio na Espanha de 1962 até à data da sua morte. Ele foi elevado ao cardinalato em 1967.

## Biografia
Nascido em Monte Carlo , Riberi estudou no seminário em Cuneo , Itália, e a Pontifícia Universidade Gregoriana e Pontifícia Academia Eclesiástica em Roma, onde foi ordenado para o sacerdócio em 29 de junho de 1922. Ele, então, promoveu os seus estudos até 1925 no Instituto de Ciências Sociais em Bergamo . De 1925 a 1930, Riberi serviu como adido e secretário da nunciatura boliviana . Ele foi elevado ao posto de honorário de um Chamberlain de Sua Santidade em 1 de maio de 1925, e tornou-se conselheiro da nunciatura para a Irlanda em 1930.
Em 13 de agosto de 1934, Riberi foi nomeado arcebispo titular de Dara . Ele recebeu sua consagração episcopal em 28 de outubro do cardeal Pietro Fumasoni Biondi , com os arcebispos Giuseppe Pizzardo e Carlo Salotti servindo como co-consagradores . Riberi foi posteriormente nomeado Delegado Apostólico para as Missões Africanas dependentes da Sagrada Congregação para a Propagação da Fé em 4 de novembro do mesmo ano. Durante esse tempo, ele residiu em Mombaça , no Quênia. O arcebispo Riberi, de 1939 a 1946, comandou o Vaticanoserviço de assistência aos prisioneiros de guerra e soldados feridos da Segunda Guerra Mundial .
Nomeado Núncio na China em 6 de julho de 1946, ele declarou em 1951, após petições (do Partido Comunista da China ) por uma Igreja Católica independente naquele país, que "a religião católica ... é superpolítica, indivisível por fronteiras nacionais ou diferenças políticas ... Qualquer chamada Igreja Católica Independente ... é simplesmente uma igreja cismática e não a verdadeira e uma Igreja Católica ".   Ele foi posteriormente expulso pelo regime comunistaem setembro desse ano para "atividades de espionagem", comentando: "Saio com tristeza, e minha oração é constante para o povo chinês, para nossos sacerdotes, para nossas irmãs e fiéis".  Riberi tornou-se Núncio na Irlanda em 19 de fevereiro de 1959, e na Espanha em 28 de abril de 1962. De 1962 a 1965 participou no Concílio Vaticano II.
Foi criado Cardeal-Sacerdote de S. Girolamo della Carità pelo Papa Paulo VI no consistório de 26 de junho de 1967, mas morreu alguns meses depois em Roma, aos 70 anos. O Cardeal Riberi foi sepultado no túmulo de sua família em Limone Piemonte.